# 巴拿马湾

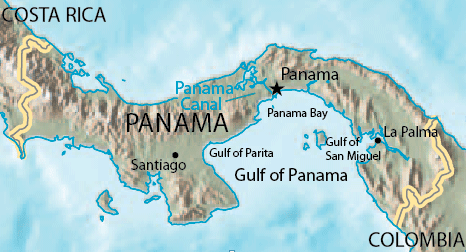
巴拿马湾及其附属小湾

巴拿马湾（西班牙語：Golfo De Panamá）是太平洋的一个海湾，位于巴拿马以南，最大宽250（160英里）最大深度220（720英尺）面积约为2,400平方（930平方英里）。巴拿马运河连接了大西洋加勒比海与太平洋巴拿马湾。巴拿马的首都巴拿馬城的主城区就在巴拿马湾沿岸。
巴拿马湾包括三个更小的港湾，西边的帕里塔湾，北部的巴拿马港湾和东边的圣米格尔湾，以及珍珠群岛等两百个大小岛屿。巴拿马湾沿岸有许多巴拿马的重要城市，如巴拿马城、拉帕尔马和奇特雷。
巴拿马最大的河流图伊拉河自东向西流入圣米格尔湾。

## 注
1. ↑  . 陸地生態區. 世界野生動物基金會.

8°05′11″N 79°16′58″W / 8.08642°N 79.28284°W